# Ethel Colburn Mayne
Ethel Colburn Mayne (7 janvier 1865 – 30 avril 1941) est une romancière, nouvelliste, biographe, critique littéraire, journaliste et traductrice irlandaise.

## Biographie
Elle est née à Johnstown dans le comté de Kilkenny en 1865, fille de Charlotte Emily Henrietta Mayne (née Sweetman) et de Charles Edward Bolton Mayne. La famille est originaire de Monaghan. Son père est un membre (à partir de 1858) de la police royale irlandaise. Le père de sa mère, le Capitaine William Sweetman était dans le 16e Régiment des Lanciers de la Reine. La famille déménage à Kinsale dans le comté de Cork, puis à Cork, où son père est nommé magistrat résident de la ville.
Elle fréquente des écoles privées en Irlande.
La première œuvre publiée par Mayne date de 1895, alors qu'elle est âgée de 30 ans, une histoire courte publiée dans la revue littéraire The Yellow Book. L'éditeur Henri Harland accepte son écrit dans une lettre pleine d'effusion, et l'histoire, « A Pen-and-ink Effect », paraît en juillet 1895 dans le Volume 6 de la revue, sous le nom de plume de Frances E. Huntley. En septembre 1895, son histoire courte « Her Story and His » est publiée dans le Chapman's Magazine of Fiction, sous le même nom de plume.
Plus tard dans l'année, en décembre, Harland invite Mayne à devenir sous-éditrice de The Yellow Book (à la place de Ella D'Arcy partie en France) et Mayne s'installe à Londres, le 1er janvier 1896 pour prendre le poste,. Une autre petite histoire, « Two Stories », paru dans le numéro de janvier 1896 The Yellow Book, encore sous le nom de plume de Huntley. Elle est beaucoup influencée par Harland, mais des tensions apparaissent lorsque D'Arcy revient au printemps et demande à récupérer son poste, et quand Harland refuse d'intervenir, Mayne démissionne et repart à Cork.
Elle poursuit l'écriture et, en 1898, publie son premier recueil de nouvelles, The Clearer Vision, cette fois sous son propre nom. Le titre provient d'une des expressions favorites de Harland : « la vision plus claire de l'écrivain ». Elle publie son premier roman, Jessie Vandeleur en 1902. Cette année-là, sa mère meurt et elle se retrouve à s'occuper de son père et de sa sœur Violet invalide.
En 1905, son père prend sa retraite, et la famille déménage à Londres, résidant dans Holland Road à Kensington. Elle publie sa première traduction de l'allemand, de façon anonyme, en 1907: Tagebuch einer Verlorenen de l'écrivaine allemande Margarete Böhme, un soi-disant vrai journal de vie d'une jeune fille forcée de se prostituer devenu un best-seller à l'époque.
Elle publie son deuxième roman, The Fourth Ship en 1908, et publie également sa première traduction de français, un ouvrage de l'historien français Jules-Auguste Lair sur Louise de La Vallière, maîtresse de Louis XIV. Elle continue de traduire des ouvrages depuis l'allemand et le français tout au long de sa vie.
En 1909, elle publie son premier ouvrage biographique, Enchanters of Men, une « étude de deux douzaines de sirènes de Diane de Poitiers à Ada Isaacs Menken ». En 1912, dans ce qui est devenu un sujet de spécialité pour elle, elle écrit deux volumes de biographie sur Byron, qui est bien reçu et devient son œuvre la plus connue. Elle est suivie en 1913 par une étude littéraire de Robert Browning, Browning's Heroines.
Son quatrième et dernier roman, One of Our Grandmothers, sort en 1916.
Mayne est aussi active dans le journalisme, faisant des critiques littérature pour The Nation et Daily News, et écrit des articles pour Daily Chronicle et The Yorkshire Post. Dans les années 1920 et 1930, elle fait partie du comité anglais du Prix Femina et le préside de 1924 à 1925.
Elle publie son sixième et dernier recueil de nouvelles, Inner Circle, en 1925.
En janvier 1927, son père meurt, ce qui signifie la perte de sa pension de retraite, et laisse la famille, comprenant sa sœur Violet et son beau-frère, dépendante de ses revenus littéraires. Maintenant âgée d'une soixantaine d'années, on lui accorde une pension civile en mars pour « services rendus à la littérature ». La famille déménage de Kensingston à Richmond, puis à proximité de St Margarets à Twickenham, où elle continue son travail littéraire, et trouve des loisirs « la marche, la lecture et la patience ».
En 1929 sort The Life and Letters of Anne Isabella, Lady Noel Byron, sur Anne Isabella Milbanke, l'épouse de Byron, et publie aussi une traduction de Byron et le besoin de la fatalité de Charles du Bos en 1932.
En 1939, âgée de 74 ans, elle publie son dernier travail, A Regency Chapter; Lady Bessborough and Her Friendships, une étude sur la Comtesse de Bessborough, la mère de la maîtresse de Byron, Lady Caroline Lamb. En mai de cette même année, elle obtient une pension de retraite de la Royal Literary Fund. Elle meurt le 30 avril 1941, à la Trinity Nursing Home à Torquay dans le comté de Devon.
Elle était l'amie des écrivains Hugh Walpole, Violet Hunt et (surtout) Mary Butts.

## Style
Selon Allan Nevins, ses histoires courtes ont montrent « d'exquises douleurs essentiellement abordées à travers des thèmes sans intérêt ». Robert Morss Lovett (en) écrit : « La vision de la réalité de Miss Mayne est délicate, réservée ». Stanley Kunitz la décrit dans son Encanters of Mens comme « vivace et lisible ».

## Ouvrages

### Romans
- (en) Jessie Vandeleur, Londres, George Allen, 1902 (OCLC 38698862)
- (en) The Fourth Ship, Londres, Chapman & Hall, 1908 (OCLC 42450206)
- (en) Gold Lace : A Study of Girlhood, Londres, Chapman & Hall, 1913 (OCLC 42450082)
- (en) One of Our Grandmothers, Londres, Chapman & Hall, 1916 (OCLC 20034610)

### Histoires courtes
- (en) Frances E. Huntley, « A Pen-and-ink Effect », The Yellow Book, London, vol. VI,‎ juillet 1895
- (en) Frances E. Huntley, « Her Story and His », Chapman's Magazine of Fiction, Londres, vol. 2,‎ septembre 1895
- (en) Frances E. Huntley, « Two Stories », The Yellow Book, vol. VIII,‎ janvier 1896
- (en) The Clearer Vision, Londres, T. Fisher Unwin, 1898 (OCLC 300593300)
- (en) Things That No One Tells, Londres, Chapman & Hall, 1910 (OCLC 314997294)
- (en) Come In, Londres, Chapman & Hall, 1917 (OCLC 5312985)

- (en) Blindman, Londres, Chapman & Hall, 1919 (OCLC 5312936)
- (en) Nine of Hearts, Londres, Constable & Co., 1923 (OCLC 561696103)
- (en) Inner Circle, Londres, Constable & Co., 1925 (OCLC 7038692)

### Biographie et critiques littéraires
- (en) Enchanters of Men, 1909 (OCLC 1015498)
- (en) The Romance of Monaco and Its Rulers, Londres, Hutchinson, 1910 (OCLC 3256380)
- (en) Byron, Londres, Methuen, 1912 (OCLC 457550037)
- (en) Browning's Heroines, Chatto & Windus, 1913 (OCLC 78307556)
- (en) The Life and Letters of Anne Isabella, Lady Noel Byron : from unpublished papers in the possession of the late Ralph, Earl of Lovelace, Londres, Constable & Co., 1929 (OCLC 567944026)
- (en) A Regency Chapter; Lady Bessborough and Her Friendships, Londres, Macmillan & Co., 1939 (OCLC 424444)

### Traductions
- The Diary of a Lost One [anonymously] - Margarete Böhme [depuis l'allemand Tagebuch einer Verlorenen : von einer Toten (Berlin: Fontane, 1905)] (Londres: Sisley, 1907) (OCLC 5505472)
- Louise de La Vallière and the Early Life of Louis XIV : from unpublished documents - Jules-Auguste Lair [du français Louise de la Vallière et la jeunesse de Louis XIV. d'après des documents inédits (Paris: Plon, 1881)] (London: Hutchinson, 1908) (OCLC 2935392)
- The Lessons of Raoul Pugno. Chopin. With a biography of Chopin by M. Michel Delines - Raoul Pugno, Michel Delines [du français Les Leçons écrites de Raoul Pugno. Chopin. Avec une biographie de Chopin par M. Michel Delines (Paris, 1910)] (Londres: Boosey & Co., 1911) (OCLC 504007323)
- My Friendship with Prince Hohenlohe - Baroness Alexandrine von Hedemann, ed. Denise Petit [de l'allemand Ein Blatt der Liebe : Chlodwig Fürst zu Hohenlohe-Schillingsfürst und seine Freundin Alex (Berlin-Charlottenburg: Est-Est, 1911)] (Londres: Eveleigh Nash, 1912) (OCLC 8935643)
- The Department Store : A Novel of Today - Margarete Böhme [de l'allemand W. A. G. M. U. S. (Berlin: F. Fontane & Co., 1911)] (New York & London: D. Appleton, 1912) (OCLC 4927945)
- Letters of Fyodor Michailovitch Dostoevsky to His Family and Friends - Fiodor Dostoïevski [à partir de la traduction en allemand par Alexandre Eliasberg (Munich, 1914)] (Chatto & Windus, 1914) (OCLC 3592364)
- Madame de Pompadour : A Study in Temperament - Marcelle Tinayre [du français Madame de Pompadour (Paris: Flammarion, 1924)] (Londres Et New York: G. P. Putnam Fils, 1925) (OCLC 3834211)
- Wilhelm Hohenzollern, The Last of the Kaisers - Emil Ludwig [de l'allemand Wilhelm der Zweite (Berlin: Rowohlt, 1925)] (New York: G. P. Putnam Fils, 1926) (Londres 1927 nommé Kaiser Wilhelm II) (OCLC 317627714)
- Goethe : The History of a Man, 1749-1832 - Emil Ludwig [de l'allemand Goethe : Geschichte eines Menschen (Stuttgart: J. G. Cotta, 1920) (version abrégée)] (Londres/New York: G. P. Putnam Fils, 1928) (OCLC 223202472)
- Selected poems of Carl Spitteler - Carl Spitteler [de l'allemand, avec James Fullarton Muirhead] (Londres/New York: G. P. Putnam Fils, 1928) (OCLC 716163064)
- Philip Eulenburg : The Kaiser's Friend - Johannes Haller [de l'allemand Aus dem Leben des Fürsten Philipp zu Eulenburg-Hertefeld (Berlin: Gebr. Paetel, 1924)] (New York: A. A. Knopf, 1930) (OCLC 390701)
- The Forest Ship : A Book of the Amazon - Richard Arnold Bermann [de l'allemand Das Urwaldschiff : ein Buch vom Amazonenstrom (Berlin: Volksverband der Bücherfreunde, 1927)] (Londres/New York: Putnam, 1930) (OCLC 26320404)
- Three Titans - Emil Ludwig [de l'allemand "michel-ange" et "Rembrandts Schicksal" et de l'essai sur Beethoven "Kunst und Schicksal."] (New York & London: G. P. Putnam Fils, 1930) (OCLC 407891)
- Byron and the Need of Fatality - Charles du Bos [du français Byron et le besoin de la fatalité (Paris: Au Sans Pareil, 1929)] (Londres/New York: G. P. Putnam Fils, 1932) (OCLC 635984)